# پشت‌نقطه‌ای دورنگ
پشت‌نقطه‌ای دورنگ، پشت‌نقطه‌ای شاهی (نام علمی: Pictichromis paccagnellorum), که همچنین به نام پشت‌نقطه‌ای گراما یا پشت‌نقطه‌ای دروغین است که معمولاً در آکواریوم‌های دریایی نگهداری می‌شود. بخش جلویی ماهی به رنگ بنفش روشن و بخش پشتی آن زرد است. در یک آکواریوم، طول آن به سه اینچ می‌رسد. از قلمرو خود در برابر ماهی‌های چندین برابر اندازه خود دفاع می‌کند، اما با بسیاری از ماهیان آکواریومی معمولی همراه است. گاهی این با گرامر شاهی اشتباه گرفته می‌شود.
این نام خاص به خانواده Paccagnella از بولونیا افتخار می‌کند که عمده فروش ماهیان آکواریومی بودند و تایپ را به توصیفگر، Herbert R. Axelrod داده بودند.
می‌تواند تا ۶ سانتی‌متر طول رشد کند.